# Піско сауер

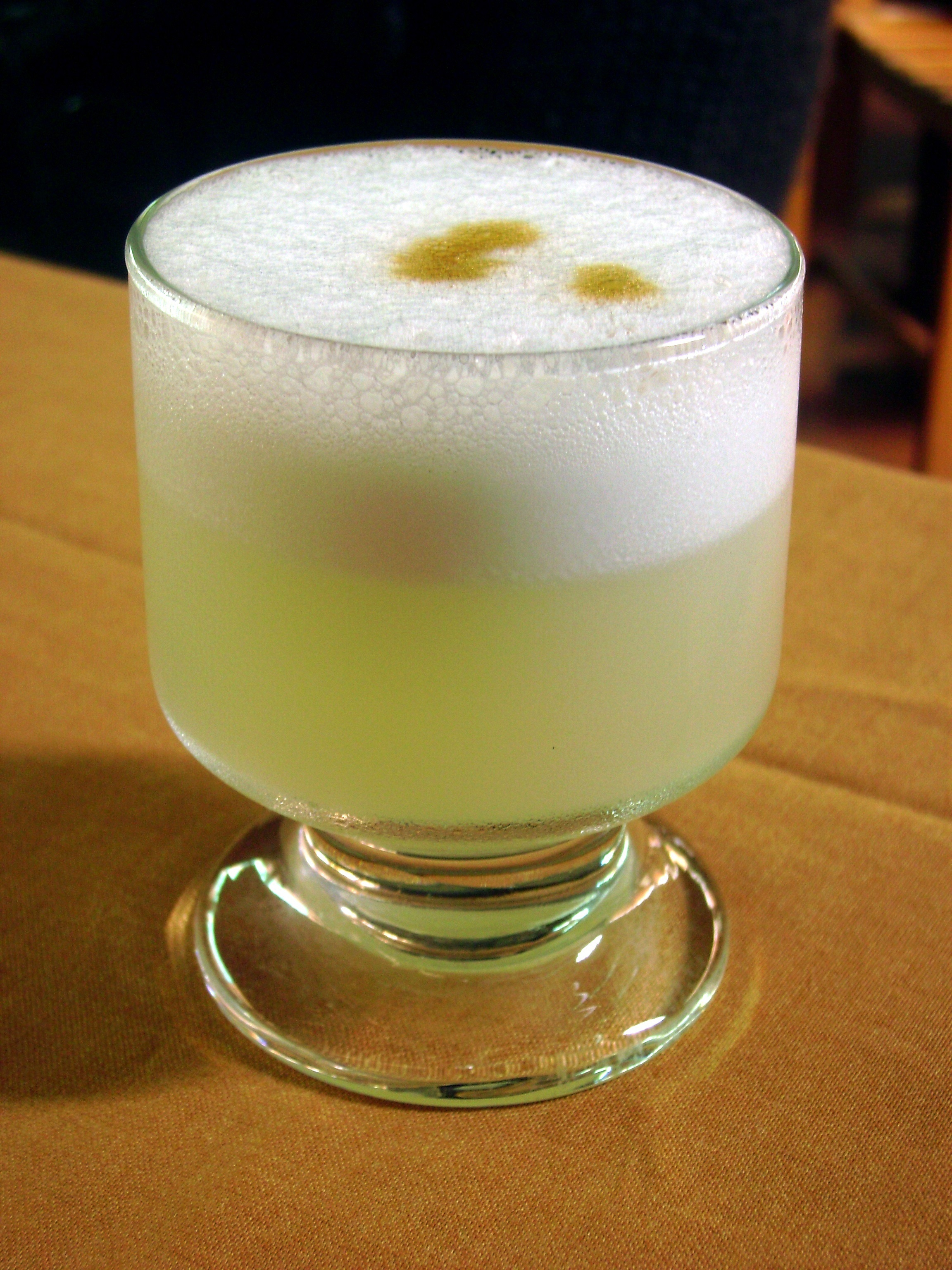
Коктейль «Піско сауер»

Піско сауер (англ. Pisco sour) — сауер коктейль на основі піско, поширений в Перу і Чилі, вважається південно-американської класикою. Назва походить від спиртного напою Pisco, який є основним інгредієнтом коктейлю, а термін сауер вказує на кислий сік цитрусових та наявність компонентів, які підсолоджують. Для змішування перуанської версії коктейлю «Піско сауер» як основу використовують перуанський піско, до якого додають сік лайма чи лимона, сироп, харчової лід, яєчний білок та бітер Ангостура. Чилійська версія схожа, але в ній використовується чилійський піско і лайм з Піки, не повинні додаватися настоянки та яєчний білок. Серед інших варіантів коктейлю напої, які робляться з фруктів (зокрема ананаса) або рослин, наприклад, листя коки. Належить до офіційних напоїв Міжнародної асоціації барменів (IBA), категорія «Напої нової ери» (англ. New Era Drinks).

## Назва
Піско сауер відноситься до змішаних напоїв, що містять базовий лікер, сік лимона або лайма та підсолоджувач. Цей вид піско відноситься до базового лікеру, який використовується в коктейлі. Слово, що стосується алкогольного напою, походить від перуанського порту Піско. У книзі «Латинська Америка та Карибський басейн» історик Олвін Блует і політичний географ Браян Блует описують розвиток виноградників у ранньому колоніальному Перу та те, як у другій половині XVI століття сформувався ринок алкогольних напоїв завдяки попиту з боку зростаючих шахтарських поселень в Андах. Подальший попит на міцні напої змусив Піско та сусіднє місто Іка заснувати винокурні, «щоб робити з вина бренді» і продукт отримав назву порту, звідки його дистилювали та експортували.

## Спосіб приготування
Склад коктейлю «Pisco sour»:
- Pisco — 45 мл (4,5 cl),
- лимонний сік — 30 мл (3 cl),
- цукровий сироп — 20 мл (2 cl),
- яєчний білок — 1 чайна ложка,
- бітер Ангостура — 1 деш (крапля).